# Савельев, Павел Степанович
Па́вел Степа́нович Саве́льев (23 июня (5 июля) 1814, Санкт-Петербург — 19 (31) мая 1859, там же) — русский археолог, востоковед-арабист, нумизмат, член-корреспондент Петербургской Академии наук. Главная заслуга Савельева заключается в целом ряде открытий по золотоордынской нумизматике, в новом определении топографии монетных кладов в России и в популяризации нумизматическо-археологических сведений о Востоке.

## Биография
Родился в Петербурге 23 июня (5 июля) 1814 года в богатой купеческой семье. Получал образование сперва домашнее, затем во французском пансионе и наконец на историко-филологическом факультете Санкт-Петербургского университета, где преимущественно занимался арабским и турецким языками под руководством О. И. Сенковского. Савельев не был прилежным студентом — он пропускал лекции и не посещал некоторые обязательные предметы. По окончании университета в 1834 году он получил степень действительного студента, дававшую право только лишь на XII класс Табели о рангах.
Решив посвятить себя изучению Востока поступил в Институте восточных языков при Министерстве иностранных дел, который окончил в 1837 году.
Ещё в университетские годы начал выступать как журналист, печатая статьи в ряде столичных журналов, и продолжал это занятие всю жизнь. С 1837 по 1841 год работал помощником редактора Журнала Министерства народного просвещения и сам печатался в нём. Затем более 10 лет служил в Комитете иностранной цензуры.
В 1846 году появилась его работа, увенчанная Демидовской премией и сообщавшая немало новых сведений по древней русской истории: «Мухаммеданская нумизматика в отношении к русской истории. I. Топография кладов с восточными монетами и изделиями VII—XI вв. в России и прибалтийских странах».
Стал членом Парижского Азиатского общества (1837); членом-основателем Русского Археологического общества (1846): секретарём и редактором его «Записок», «Трудов» и «Известий» и одним из самых деятельных членов этого общества. Всего в изданиях общества Савельев напечатал до 70 статей, из которых большая часть относится к нумизматике и археологии Средней и Передней Азии. В 1847 году становится членом Санкт-Петербургского Географического общества, позже входит в его Совет. Также был членом ряда других исторических обществ.
По рекомендации Н. И. Надеждина, с которым их объединяли славянофильские взгляды, Савельев был представлен Министру внутренних дел графу Л. А. Перовскому и в январе 1853 года министр перевёл Савельева в Министерство уделов, где он был причислен к Кабинету Его Величества для археологических работ. Весной 1853 года Савельев продолжил раскопки во Владимирской губернии, начатые в 1851 году А. С. Уваровым. В течение 5 месяцев им было исследовано более 3 000 курганов, открыто более тысячи вещей. На следующий год вёл раскопки от Малой Нерли к Ростову, чтобы таким образом связать Переславские курганы с Ростовскими. Изучил Спасо-Преображенский собор, соборную площадь и прилегающие к ней валы, Переславля-Залесского, культурный слой городища Александрова гора под Переславлем, Сарское городище под Ростовом, а также несколько курганных групп в Переславском, Ростовском и Угличском уездах.
В последующие годы предпринимал археологические изыскания на античных и скифских памятниках Северного Причерноморья, открыл там Геродотов Геррос. В 1857—1858 гг. им был закончен второй капитальный труд «О джучидских, джагатайских и джелаиридских монетах эпохи Тохтамыша», также, как и первая книга, награждённый Демидовской премией.
Выступал за сохранение древних памятников. Последними трудами Савельева было приготовление к печати сочинений Надеждина и Сенковского и составление их биографий.
Умер 19 (31) мая 1859 года. Похоронен на Смоленском православном кладбище в Санкт-Петербурге.